# Прилистники
Прили́стники (лат. Stipulae, ед. число Stipula от stipula — соломинка) — парные придатки в нижней части листа, расположенные по обеим сторонам черешка. У многих растений вообще не образуются или существуют недолго и рано опадают. Форма и размеры прилистников, равно как и их функции, различны у разных растений.
Прилистники обычно встречаются у представителей класса двудольные (Magnoliopsida) и располагаются по два (супротивно) у основания листа. Они могут быть свободными, сросшимися, приросшими к черешку, приросшими к стеблю, колпачковидными, сидячими, черешчатыми; они могут иметь различную форму, окраску и опушение. По внешнему облику прилистники бывают: листовидными, плёнчатыми, колючковидными, усиковидными, желёзковидными. Размеры прилистников колеблются от очень маленьких и маленьких, когда они едва заметны у основания листа, до крупных, когда они превышают пластинку листа. По продолжительности жизни прилистники подразделяются на остающиеся, когда они сохраняются у основания листа в течение всего его существования; опадающие, когда они вскоре опадают; отмирающие, когда они отмирают, но остаются при листе. Сросшиеся прилистники образуют раструб. В особую группу выделяют межчерешковые прилистники, встречающиеся у представителей семейства мареновые (Rubiaceae); они представляют собой обычные боковые прилистники, имеющие листовидную форму, это создаёт мутовку, в которой число их колеблется.
| |  |  |  |
| Слева направо: - Железистный прилистник у Euphorbia pteroneura; - Листовые прилистники у шиповника собачьего (Rosa canina); - Колючковидные прилистники у Prosopis pallida; - Защитные прилистники у молодых листьев граба обыкновенного (Carpinus betulus) |  |  |  |